# کربلا (جاسک)
کربلا، روستایی در دهستان پیوشک بخش لیردف شهرستان جاسک در استان هرمزگان ایران است.

## جمعیت
بر پایه سرشماری عمومی نفوس و مسکن در سال ۱۳۹۵، جمعیت این روستا برابر با ۲۴۵ نفر (۵۴ خانوار) بوده‌است.